# Simeão Niger

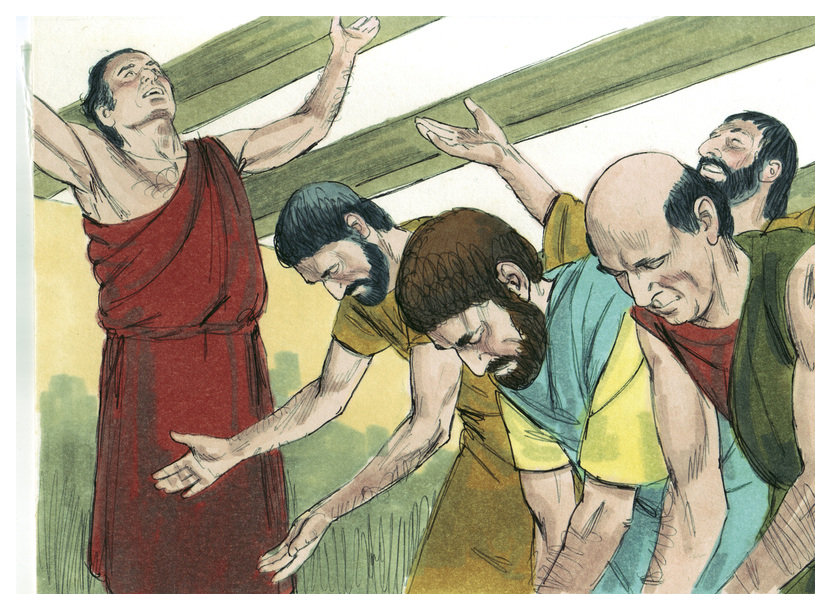
Atos dos Apóstolos capítulo 13:3 – Simão Niger em jejum e oração juntamente a Barnabé, Lúcio de Cirene, Paulo e Manaém. Ilustrações da Bíblia por Jim Padgett, 1984.

Simão ou Simeão, dito Níger, é um dos "profetas e doutores" que atuavam na cidade de Antioquia na época da primeira viagem missionária de Paulo de Tarso (c. 47/8), citado em Atos 13:1. O sobrenome "Níger" significa "negro" e geralmente era utilizado para designar pessoas de compleição escura ou ascendência africana.
Ele é por vezes identificado como sendo o mesmo Simeão de Jerusalém, sucessor de Tiago, o Justo, ou mesmo com Simão de Cirene, que ajudou Jesus a carregar a cruz.